# Camera Reprezentanților a Statelor Unite ale Americii
Camera Reprezentanților a Statelor Unite ale Americii (conform originalului United States House of Representatives) este camera inferioară a Parlamentului Statelor Unite. Împreună cu Senatul, camera superioară a aceluiași corp legislativ, alcătuiesc Congresul Statelor Unite ale Americii. Camera este specifică structurilor parlamentare din lumea anglo-saxonă. Echivalentul ei european este "Camera deputaților".
Numele de cameră a "reprezentanților" vine de la faptul că fiecare din cele 50 de state sunt reprezentate proporțional cu mărimea populației. Fiecare stat, indiferent de mărime, are dreptul la cel puțin un reprezentant, sau o persoană reprezentativă. Spre exemplu, California, care este cel mai populat stat al SUA are 55 de reprezentanți, în timp ce Alaska, Delaware, Districtul Columbia, Montana, Dakota de Nord, Dakota de Sud, Vermont și Wyoming au fiecare doar câte un reprezentant. Numărul total actual al reprezentanților din Cameră este fixat la 435 de către un act legislativ specific (Apportionment Act of 1911, urmat de Reapportionment Act of 1929) însă Congresul poate decide modificarea acestui număr.
Fiecare membru al Camerei servește un mandat de 2 ani, putând fi ales de un număr nelimitat de ori. Spre deosebire de președintele SUA sau de vicepreședinte care sunt aleși indirect de către un colegiu electoral, reprezentanții, aidoma colegilor lor din Senat, sunt aleși prin vot direct în circumscripțiile electorale unde locuiesc.
Președintele care oficiază lucrările Camerei, fiind liderul de facto al acesteia, și care este ales cu o majoritate simplă de voturi, fiind de obicei un lider al partidului majoritar, are titlul de Purtător de cuvânt al Camerei Reprezentanților (în engleză Speaker of the House of Representatives) și este simultan a treia persoană în ordinea succesiunii prezidențiale. Actuala persoană care este Speaker of the House este Mike Johnson, ales pe 25 octombrie 2023.

## Structura bicamerală a Congresului
Structura bicamerală a Congresului Statelor Unite a fost gândită de Fondatorii SUA (Părinții fondatori ai Statelor Unite ale Americii) pentru a corespunde a două tendințe pe care ei le-au recunoscut în concetățenii lor, una dinamică, mereu schimbătoare, precum pulsul opiniei publice, care a generat Camera Reprezentanților și o alta mai rezervată, mai conservatoare, care corespunde Senatului. În mod convențional Camera Reprezentanților poate fi considerată camera inferioară a Congresului și Senatul camera sa superioară, deși Constituția țării nu face nici o referire sau o distincție de acest gen. Importanța egală a ambelor camere este subliniată de precizarea aceleiași constituții că orice lege trebuie să fie aprobată de ambele entități legislative pentru a putea deveni lege.
Camera Reprezentanților este în general considerată o cameră mai "partizană" decât este considerat Senatul. Intenția Părinților Fondatori era ca Senatul, care a fost original ales de ansamblele legislative ale statelor componente ale țării, să exercite un anumit control de echilibrare și ponderare asupra Camerei Reprezentanților, exact cum și reciproca este adevărată.
Astfel, fiecare din cele două entități are puteri aparte, comune doar acelei camere. Camera Reprezentanților are ca puteri exclusive următoarele:
- inițierea de proiecte de legi bugetare;
- chemarea în judecată a oricărei persoane oficiale a țării (conform actului de acuzare - numit impeachment) și
- alege președintele țării în cazul în care Colegiul Electoral a ajuns la o paritate de voturi privind alegerea acestuia.

Componența Camerei Reprezentanților SUA între 1900 și 1948.

Senatul are ca puteri exclusive puterile cunoscute sub numele general de advice and consent, așa cum ar fi puterea de a ratifica sau de a nu ratifica tratate. Celelalte trei puteri exclusive sunt foarte asemănătoare cu cele ale Camerei Representanților, fiind în același timp complementare acelora: puterea de a propune amendamente la legi bugetare, de a judeca efectiv oficialii chemați în judecată și de a alege vicepreședintele țării în cazul în care Colegiul Electoral a ajuns la o paritate de voturi privind alegerea acestuia.
Considerând toate acestea, Camera Reprezentanților este o entitate legislativă mai dinamică, rapid schimbătoare (din moment ce membrii ei sunt aleși din doi în doi ani), mai fluctuantă și mai atentă la pulsul națiunii. Senatul are mai mult prestigiu, fiind mai conservator, mai deliberant, din moment ce senatorii sunt mai puțini ca număr, servesc termene de trei ori mai lungi și reprezintă (în cele mai multe cazuri) un număr mult mai mare de alegători.